# Vénus de Galgenberg
La Vénus de Galgenberg est une statuette préhistorique du Paléolithique supérieur découverte à Stratzing, en Basse-Autriche.

## Historique
Cette figurine a été trouvée le 23 septembre 1988, lors de la fouille d'un abri de chasseur sur le Galgenberg (« la montagne de la potence »), à Stratzing, au nord de Krems an der Donau, en Basse-Autriche.

## Datation
Une datation par le carbone 14 lui donne un âge de 30 000 ans avant le présent, ce qui la rattache soit à l'Aurignacien, soit au Gravettien. Avant la découverte de la Vénus de Hohle Fels, c'était la plus ancienne statuette féminine connue. 

## Description
Cette statuette féminine en serpentine verte est haute de 7,2 cm et pèse 10 g. Elle a probablement été fabriquée sur place, car la pierre est d'origine locale.
Le dos de la figurine est plat et sa posture rappelle celle d'une danseuse. C'est pourquoi elle a été surnommée « Fanny, la danseuse du Galgenberg », en référence à Fanny Elssler. Contrairement aux autres Vénus paléolithiques plus récentes de la région (Vénus de Willendorf, Vénus de Dolní Věstonice), elle est plus fine et sa féminité est très peu marquée : la stéatopygie fait défaut. Un observateur non averti pourrait la décrire comme un chasseur avec un gourdin sur l'épaule.

## Conservation
La Vénus de Galgenberg est exposée au Musée d'histoire naturelle de Vienne. Une copie se trouve à la mairie de Stratzing.